# Прислониха (Ульяновська область)
Прислониха (рос. Прислониха) — село в Карсунському районі Ульяновської області Російської Федерації.
Населення становить 373 особи. Входить до складу муніципального утворення Язиковське міське поселення.

## Історія
Від 2004 року входить до складу муніципального утворення Язиковське міське поселення.

## Населення
| 2010 | 2014 | 2015 | 2016 | 2017 | 2018 | 2019 |
| ---- | ---- | ---- | ---- | ---- | ---- | ---- |
| 434  | ↘410 | ↘407 | ↗412 | ↗419 | ↘412 | ↘396 |
| 2020 | 2021 |      |      |      |      |      |
| ↗399 | ↘373 |      |      |      |      |      |